# Anas chathamica
Anas chathamica je vyhynulý druh kachny z rodu Anas, který se kdysi vyskytoval na Chathamově ostrově (součást Chathamských ostrovů, které leží asi 850 km východně od Nového Zélandu). Tato kachna byla někdy ve 13.–15. století krátce po příjezdu polynéských osadníků lovena k vyhynutí.

## Systematika
Druh vědecky popsal novozélandský přírodovědec Walter Oliver v roce 1955 jako Pachyanas chathamica. Oliver nově popsanou kachnu zařadil do monotypického rodu Pachyanas. V roce 2014 však vyšla genetická studie, která ukázala, že druh patří do rodu Anas. V rámci tohoto rodu spadá Anas chathamica do kladu tvořeného čírkou novozélandskou (A. chlorotis), hnědou (A. aucklandica) a campbellskou (A. nesiotis), jehož je bazálním představitelem.

## Popis a ekologie
Jednalo se o velkou, statně stavěnou kachnu o váze kolem 1,5–1,9 kg. Ve starší literatuře se objevuje, že byla nelétavá, nicméně studie z roku 2014 seznala, že relativní délka křídelních kostí vzhledem k tělu u Anas chathamica odpovídá situaci i příbuzných kachen, tzn. u Anas chathamica nedošlo k redukci křídel. Díky tomu autoři studie usuzují, že Anas chathamica byla schopna letu.
Na vrcholu lebky Anas chathamica byla umístěna velká solná žláza, z čehož se vyvozuje, že tato kachna obývala především mořské stanoviště laguny Te Whenga a možná i chráněná místa podél pobřeží. Tvar zobáku je v podstatě stejný jako u dalších plovavých kachen, z čehož se vyvozuje, že se krmila z hladiny, snad na krabech a měkkýších, případně sbírala rostlinnou potravu.
Fosilní pozůstatky kostí Anas chathamica byly nalezeny pouze na Chathamově ostrově, avšak nikoli na dalších ostrovech Chathamského souostroví. Jako možné vysvětlení se nabízí, že na ostatních ostrovech se nenachází větší laguna nebo jezero.

## Vyhynutí
K vyhynutí Anas chathamica došlo krátce po osídlení Chathamských ostrovů Polynésany v době mezi 13.–15. stoletím. První osadníci s sebou na Chathamův ostrov zavlekli krysu ostrovní, která sice mohla mít negativní vliv na hnízdní úspěšnost kachny Anas chathamica, za hlavní příčinu vyhynutí se však považuje lov lidmi. Anas chathamica byla poměrně velká kachna obývající snadno dostupná stanoviště ostrova, takže k jejímu vyhubení patrně došlo již velmi záhy po příchodu prvních Polynésanů.